# Ancelle di Maria (Anglet)
Le ancelle di Maria (in francese Servantes de Marie d'Anglet) sono un istituto religioso femminile di diritto pontificio.

## Storia

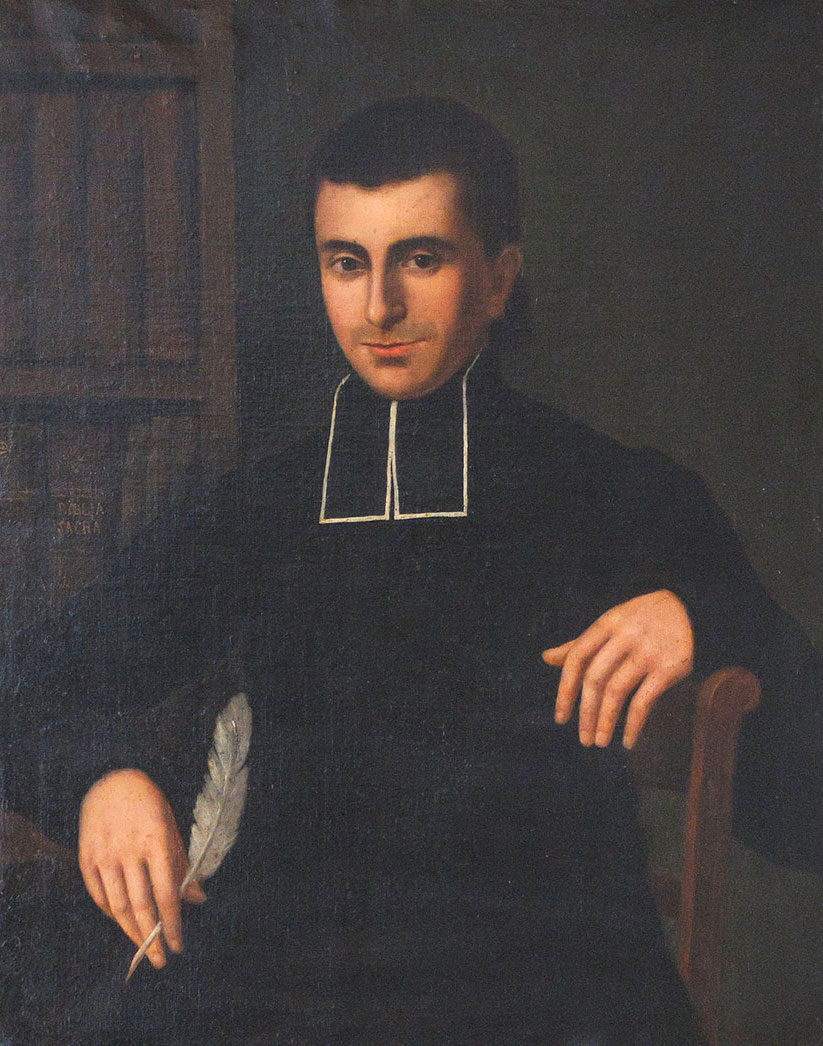
Louis-Édouard Cestac, fondatore della congregazione

Le origini della congregazione risalgono all'opera di assistenza all'infanzia abbandonata avviata l'11 giugno 1836 ad Anglet dal sacerdote Louis-Édouard Cestac, vicario della cattedrale di Bayonne.
Le prime sette orfane vennero ospitate in una stanza con annessa cucina offerta dall'ex sindaco della città, Dubroc: all'unica anziana domestica che si occupava della cura delle ospiti si unirono presto altre volontarie e l'opera fu estesa alla rieducazione delle prostitute pentite; le ausiliare si unirono nell'associazione delle Ancelle di Maria e il 9 giugno 1839 aprirono la casa di Notre-Dame du Refuge.
Con l'aiuto del suo amico Michel Garicoïts, nel 1841 Cestac redasse delle costituzioni per le ancelle di Maria, che vennero riconosciute come religiose il 6 gennaio 1842.
Nel 1851 le suore iniziarono a dedicarsi anche all'insegnamento e fu istituito anche un ramo di religiose contemplative, dette bernardine o silenziose di Maria.
Il riconoscimento civile concesso da Napoleone III il 14 dicembre 1852 permise alle ancelle di Maria di diffondersi rapidamente, tanto che nel 1873 la congregazione contava 165 case e le suore avevano superato il migliaio; le leggi anticongregazioniste francesi del 1903 causarono la chiusura di 151 case e costrinsero le religiose a trasferirsi in Spagna, in Belgio e in Argentina, dove si dedicarono all'assistenza agli emigrati baschi.
Le ancelle di Maria iniziarono a lavorare nelle missioni nel 1949, affiancando i Preti del Sacro Cuore di Gesù di Bétharram in Marocco.
L'istituto ottenne il pontificio decreto di lode il 16 maggio 1870 e l'approvazione definitiva il 2 novembre 1911.

## Attività e diffusione
Le suore si dedicano all'istruzione e all'educazione cristiana della gioventù e all'assistenza agli ammalati.
Sono presenti in Francia, in Spagna, in Costa d'Avorio, in India e in alcuni paesi dell'America Latina (Argentina, Paraguay, Uruguay); la sede generalizia è ad Anglet.
Alla fine del 2008 la congregazione contava 302 religiose in 43 case.